# 原泉村
原泉村（はらいずみむら）は静岡県の西部、佐野郡・小笠郡に属していた村である。現在の掛川市北端部、原野谷川上流域にあたる。

## 地理
- 山：大尾山
- 河川：原野谷川

## 歴史
- 1889年（明治22年）4月1日 - 町村制の施行により、大和田村、萩間村、丹間村、孕石村、居尻村、黒俣村、炭焼村が合併して佐野郡原泉村が発足。
- 1896年（明治29年）4月1日 - 郡制の施行により所属郡が小笠郡に変更。
- 1956年（昭和31年）9月30日 - 大字炭焼の一部（現大字嵯塚）が周智郡森町、大字大和田・丹間・孕石・萩間・居尻・黒俣および炭焼の一部が小笠郡三笠村に編入。同日原泉村廃止。

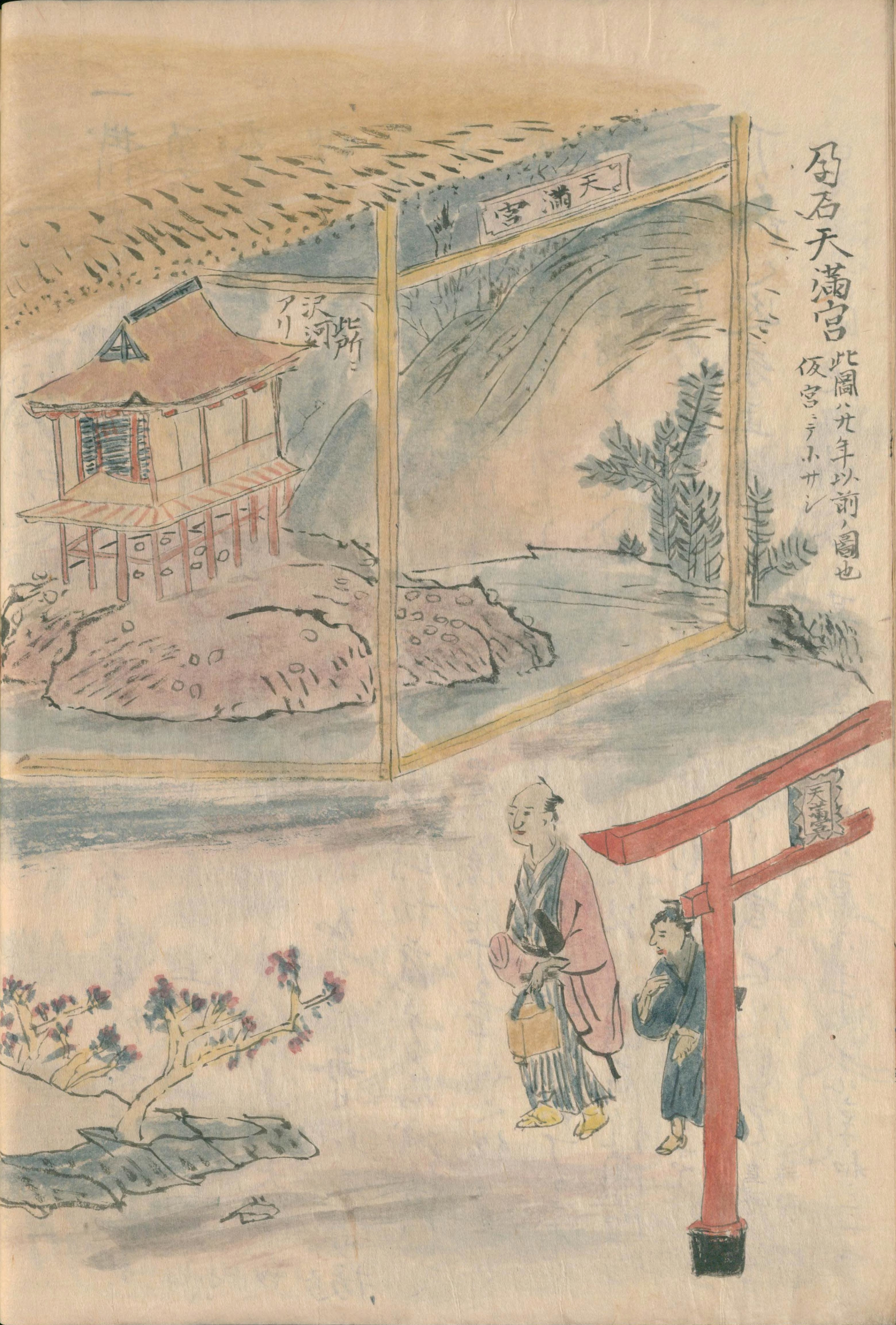
江戸時代の天神社の境内（「孕石天滿宮」藤長庚編集『遠江古蹟圖會』1803年。国立国会図書館蔵）